# 三田川町
三田川町（みたがわちょう）は、佐賀県東部にあった町で、2006年3月1日、隣接する東脊振村と合併し吉野ヶ里町となった。
弥生時代の代表的な遺跡の1つとして有名な吉野ヶ里遺跡を有していた。

## 地理
佐賀県東部の筑紫平野（佐賀平野）内陸部に位置し、全体的に平地が多いが、町の北部に低い丘がある。
- 河川: 田手川、井柳川

### 隣接していた市町村
- 神埼郡神埼町・東脊振村・千代田町
- 三養基郡上峰町・みやき町

## 歴史
1986年に町域西部の吉野ヶ里丘陵の工場団地予定地から弥生時代の環濠集落遺跡が発見され、吉野ヶ里遺跡と呼ばれるようになった。この吉野ヶ里遺跡は一部報道機関により大々的に報道され、弥生時代に対する歴史観を一変させた。
「三田川」の由来は、町村制度施行により田手村・吉田村・豆田村・箱川村が合併した際、田手・吉田・豆田の三つの「田」と、箱川村の「川」をとり、「三田川」という名にしたものである。

### 沿革
- 1889年（明治22年）4月1日 - 町村制施行により、神埼郡田手村・吉田村・豆田村・箱川村が合併して三田川村が成立。
- 1965年（昭和40年）4月1日 - 町制施行し、三田川町となる。
- 2006年（平成18年）3月1日 - 東脊振村と合併し、吉野ヶ里町が発足。同日三田川町廃止。

## 産業
- 三田川町に事業所を置く主要企業
  - 不二家九州工場
  - 凸版佐賀容器（凸版印刷子会社）

## 地域

### 教育

#### 小中学校
- 三田川中学校
- 三田川小学校

### 国防
- 陸上自衛隊目達原駐屯地（旧陸軍目達原飛行場）

## 交通
- 最寄り空港は佐賀空港または福岡空港。

### 鉄道
- 九州旅客鉄道（JR九州）
  - 長崎本線：吉野ケ里公園駅

### バス路線

#### 一般路線バス
- 西鉄バス（西鉄バス久留米・西鉄バス佐賀）
  - 久留米市 - みやき町 - 上峰町 - 三田川町 - 神埼町 - 佐賀市

#### 高速バス
- わかくす号
  - 福岡空港 - 東脊振村 - 三田川町 - 神埼町 - 佐賀市

### 道路
- 高速道路の最寄りインターチェンジは長崎自動車道東脊振インターチェンジ。

#### 一般国道
- 国道34号
- 国道385号

## 名所・旧跡・観光スポット・祭事・催事
- 吉野ヶ里遺跡・吉野ヶ里歴史公園
- 炎まつり
- 菜の花マーチ：3月
- 田手畷の戦い
- 田手川の戦い